# Triatlon op de Pan-Amerikaanse Spelen 1999

De triatlon bij de Pan-Amerikaanse Spelen 1999 werd gehouden op 24 juli 1999 in het Canadese Winnipeg. Het was de tweede keer dat deze wedstrijd op het programma stond van de Pan-Amerikaanse Spelen.

## Uitslagen

### Mannen
| Rang   | Atleet              | Nat. | Tijd      |
| ------ | ------------------- | ---- | --------- |
| Goud   | Gilberto González   | VEN  | 01:48.17  |
| Zilver | Hunter Kemper       | USA  | 01:48.49  |
| Brons  | Simon Whitfield     | CAN  | 01:49.17  |
| 4      | Armando Barcellos   | BRA  | 01:49.48  |
| 5      | Tim DeBoom          | USA  | 01:49.50  |
| 6      | Mark Bates          | CAN  | 01:49.55  |
| 7      | Daniel Fontana      | ARG  | 01:50.04  |
| 8      | Javier Rosas        | MEX  | 01:50.12  |
| 9      | Leandro Macedo      | BRA  | 01:50.25  |
| 10     | Tony DeBoom         | USA  | 01:50.31  |
| 11     | Uzziel Valderrabano | MEX  | 01:50.33  |
| 12     | Oscar Galíndez      | ARG  | 01:50.49  |
| 13     | Ricardo Cardeno     | COL  | 01:51.52  |
| 14     | Matías Brain        | CHI  | 01:52.19  |
| 15     | Roland Melis        | AHO  | 01:52.19  |
| 16     | Raul Lemir          | ARG  | 01:53.01  |
| 17     | José Luis Zepeda    | MEX  | 01:53.32  |
| 18     | Mario Santana       | CUB  | 01:53.:40 |
| 19     | José Rodriguez      | CRC  | 01:53:41  |
| 20     | Luis Pérez          | CUB  | 01:56.01  |

### Vrouwen
| Rang   | Atleet                  | Nat. | Tijd     |
| ------ | ----------------------- | ---- | -------- |
| Goud   | Sharon Donnelly         | CAN  | 01:59.14 |
| Zilver | Carla Moreno            | BRA  | 01:59.32 |
| Brons  | Carol Montgomery        | CAN  | 02:00.14 |
| 4      | Jennifer Gutierrez      | USA  | 02:00.57 |
| 5      | Jill Newman             | USA  | 02:01.24 |
| 6      | Mariana Ohata           | BRA  | 02:02.26 |
| 7      | Karen Smyers            | USA  | 02:02.45 |
| 8      | Sandra Soldan           | BRA  | 02:02.58 |
| 9      | Maria Morales           | COL  | 02:04.16 |
| 10     | Isabelle Turcotte Baird | CAN  | 02:05.55 |
| 11     | Maria Luisa Martínez    | MEX  | 02:06.13 |
| 12     | Nidia Kondratavicius    | ARG  | 02:06.58 |
| 13     | Iona Wynter             | JAM  | 02:07.29 |
| 14     | Yadira González         | CUB  | 02:09.12 |
| 15     | Laura Leutich           | ARG  | 02:10.14 |
| 16     | Agnes Eppers            | BOL  | 02:11.00 |
| 17     | Maria Omar              | ARG  | 02:13.18 |
| 18     | Karina Fernández        | CRC  | 02:14.11 |
| 19     | Lara Mata               | CRC  | 02:15.42 |
| 20     | Anmary Lopez            | CUB  | 02:15.42 |